# پیتزای تخته‌ای

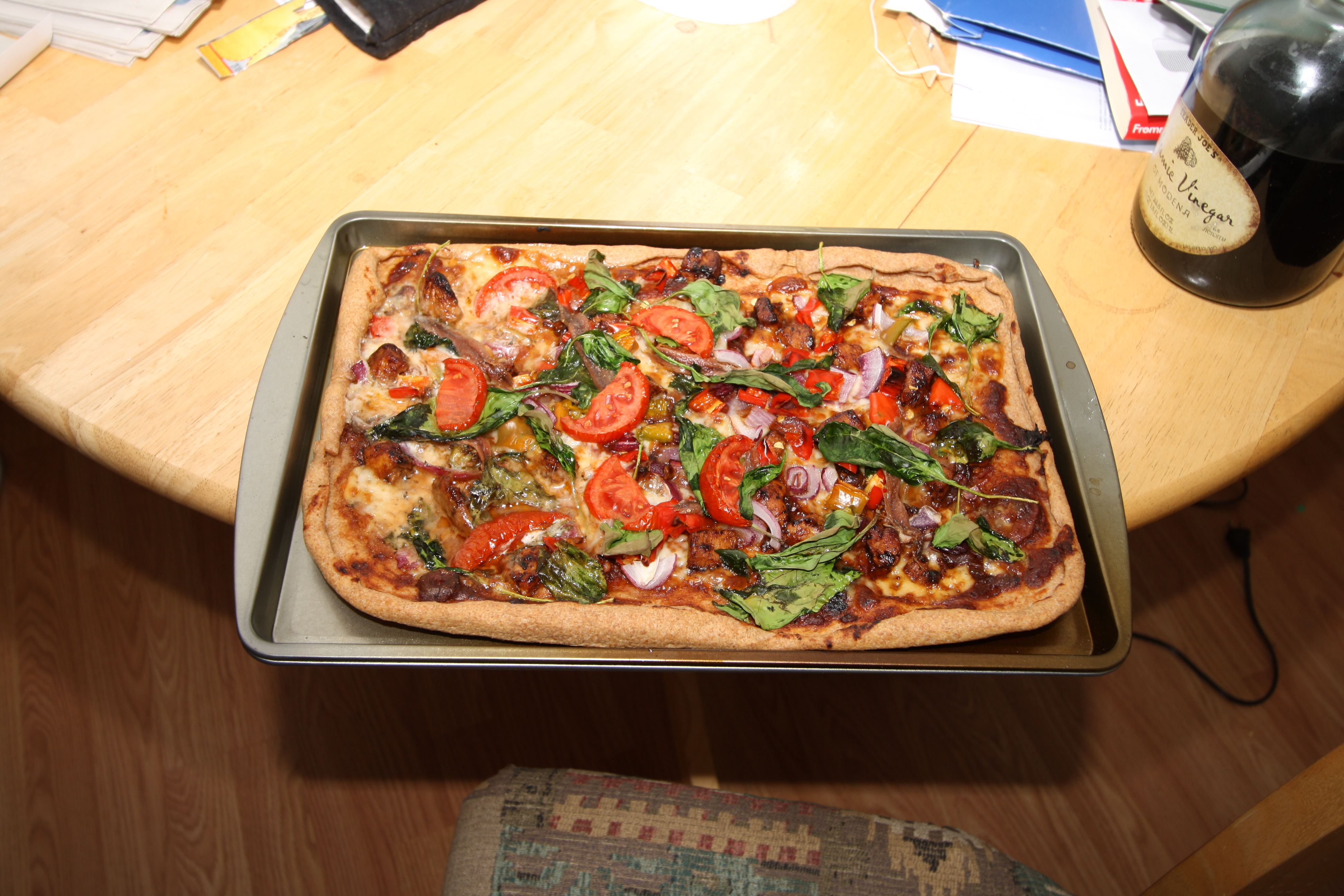
پیتزا ساخته شده در سینی پخت‌وپز

پیتزای تخته‌ای (انگلیسی: Sheet pizza) (که به آن پیتزا تابه‌ای تخته‌ای نیز می‌گویند) هر پیتزای سبک متوسط است که روی سینی پخته می‌شود. معمولاً مستطیل شکل (مانند ورق) است و به صورت برش‌های مربع یا مستطیل بریده می‌شود.